# Marxandatge
El marxandatge, fa referència als mètodes, pràctiques i operacions que es fan en un punt de venda per tal d'augmentar l'atractiu dels productes exposats i afavorir-ne la venda.
Segons el diccionari normatiu, el marxandatge es refereix a la relació comercial establerta entre un marxant d'art  i un artista per a difondre, promocionar i vendre les obres produïdes per l'artista. A causa de la influència del terme anglès merchandising (referent a mercaderia), aquest terme ha adquirit un nou significat.
El marxandatge representa l'aplicació del màrqueting al punt de venda i fa referència als estudis i tècniques comercials que permeten presentar el producte o servei en les millors condicions al consumidor final. En contraposició amb la presentació passiva, es realitza una presentació activa del producte o servei utilitzant una àmplia varietat de mecanismes que el facin més atractiu, com ara la col·locació o la presentació. El marxandatge es recolza generalment en la imatge de marca corporativa del producte o del seu productor, i passa sobretot per l'adopció d'un empaquetatge personalitzat.
Els objectius principals del marxandatge són: cridar l'atenció, portar al client fins al producte i facilitar l'acció de compra.
En el món de l'espectacle i dels mass media, el marxandatge fa referència al conjunt d'accions d'explotació d'una marca o d'algun dels seus elements característics, com ara els seus logotips, personatges o altres elements. En aquest context, el marxandatge és una pràctica de màrqueting en la qual la marca o imatge d'un producte o servei s'utilitza per a vendre'n un altre. Això és especialment rellevant en relació amb pel·lícules i amb programes de televisió orientats als infants i adolescents

Exemples de Marxandatge relacionats amb Viquipèdia
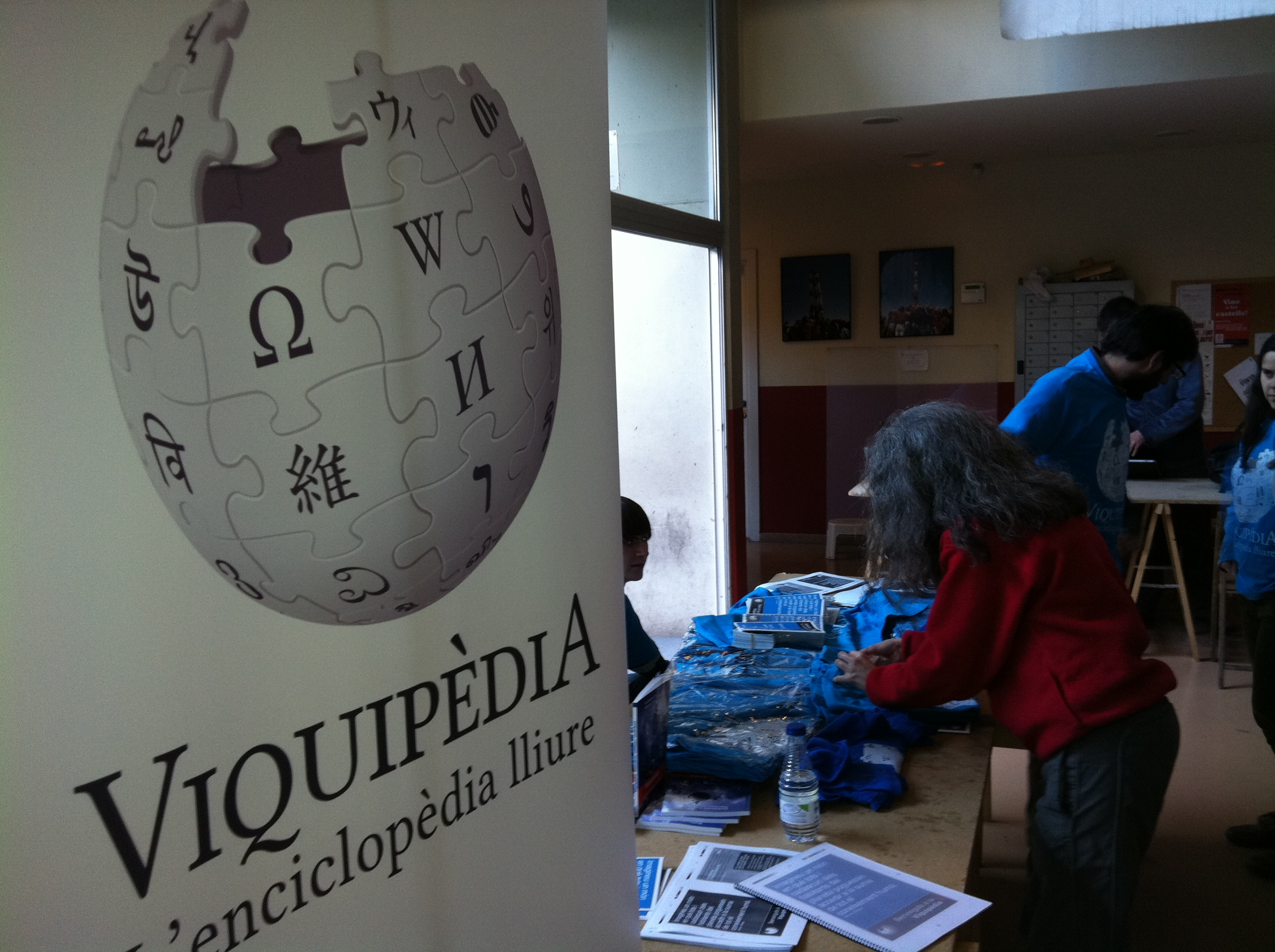
Cartell i venda de material de marxandatge. Festa de celebració de la Viquipèdia en Català a la seu dels Castellers de Barcelona
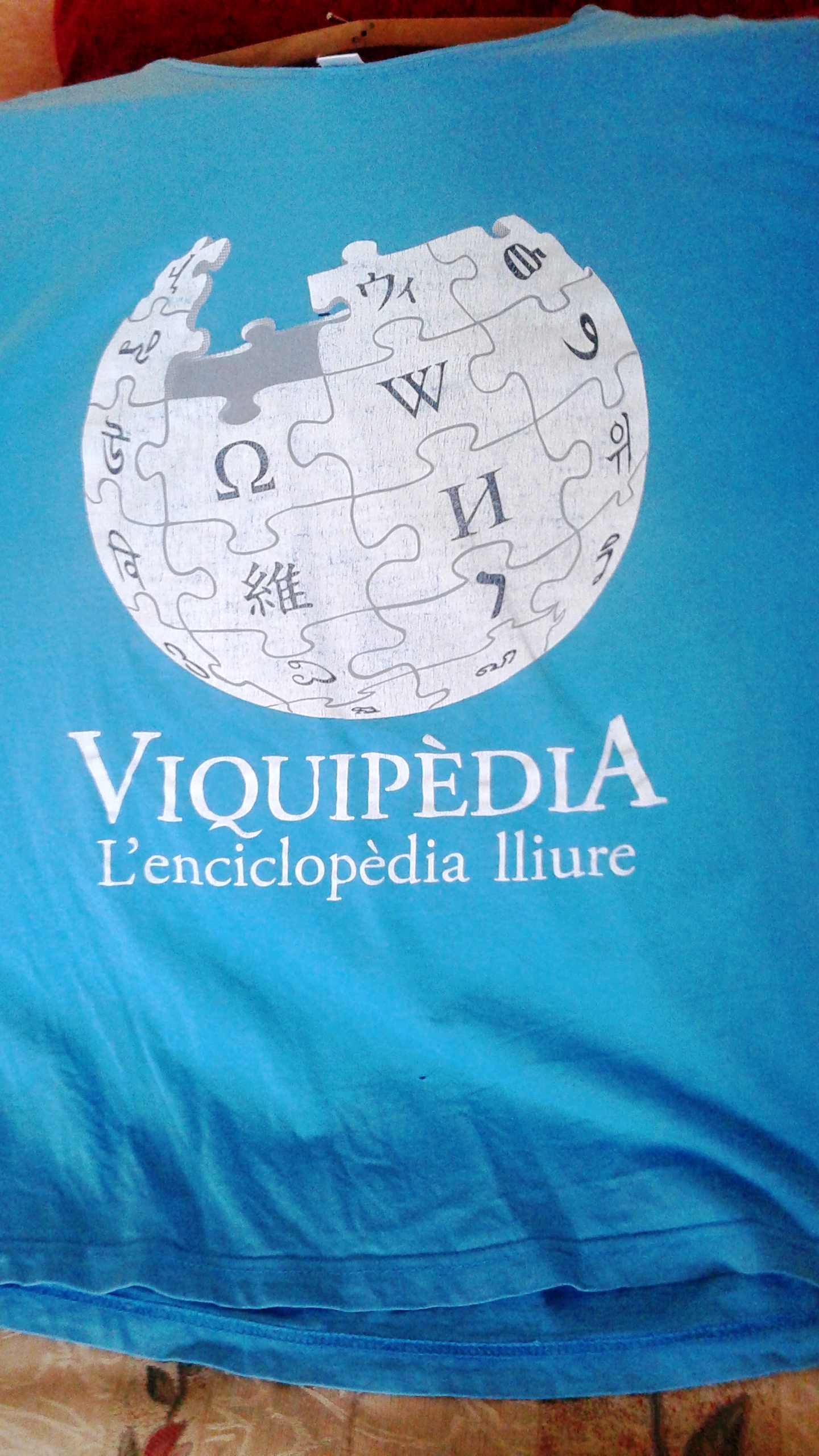
Samarreta d'Amical Viquipèdia. Comprada durant la festa del desè aniversari de la Viquipèdia en català.
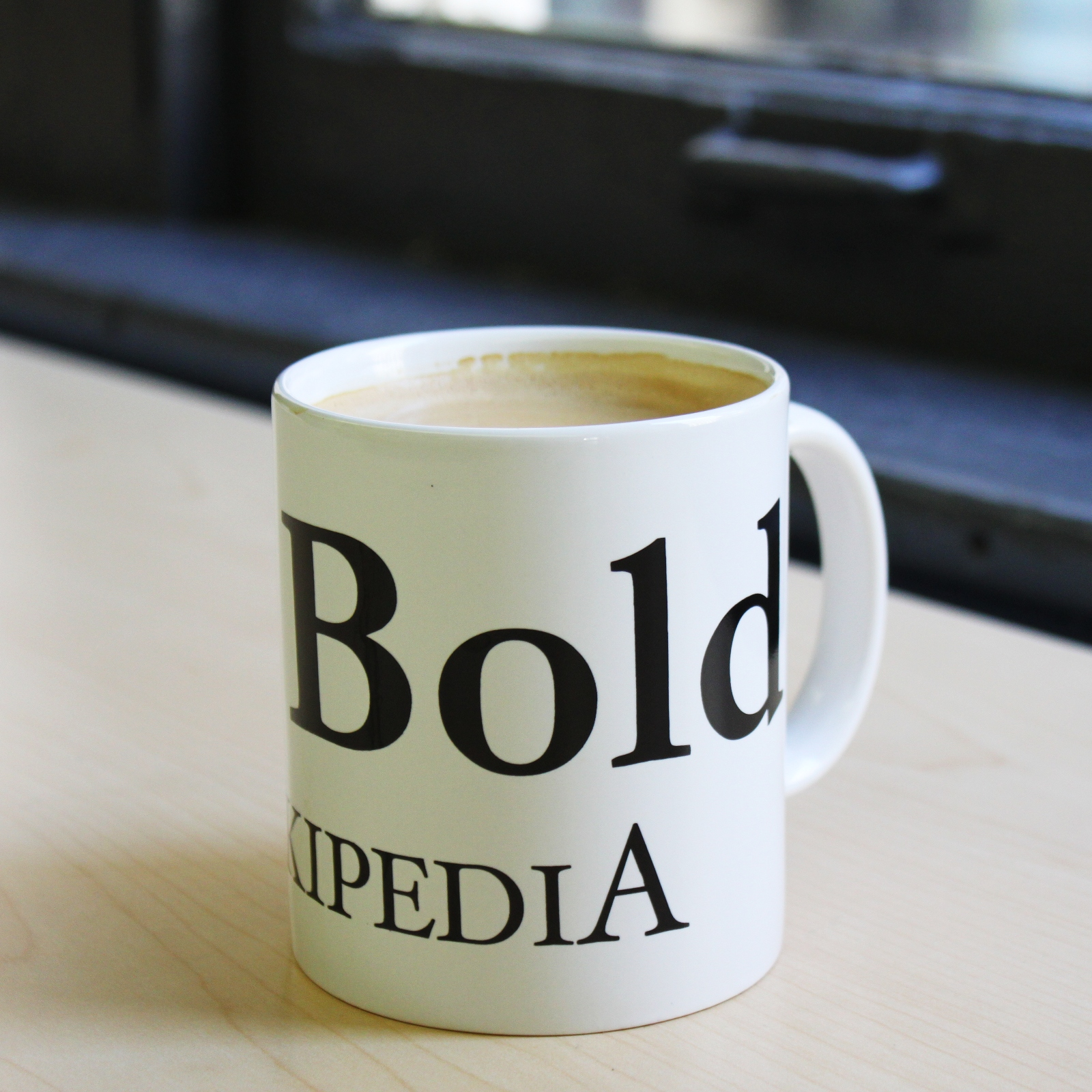
Tassa
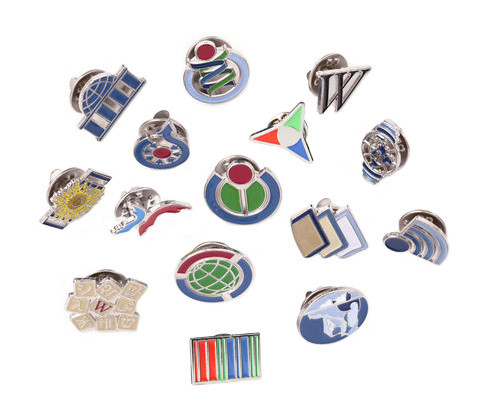
Pins per a enganxar als vestits. Representen diferents projectes wiki agermanats amb la Viquipèdia.
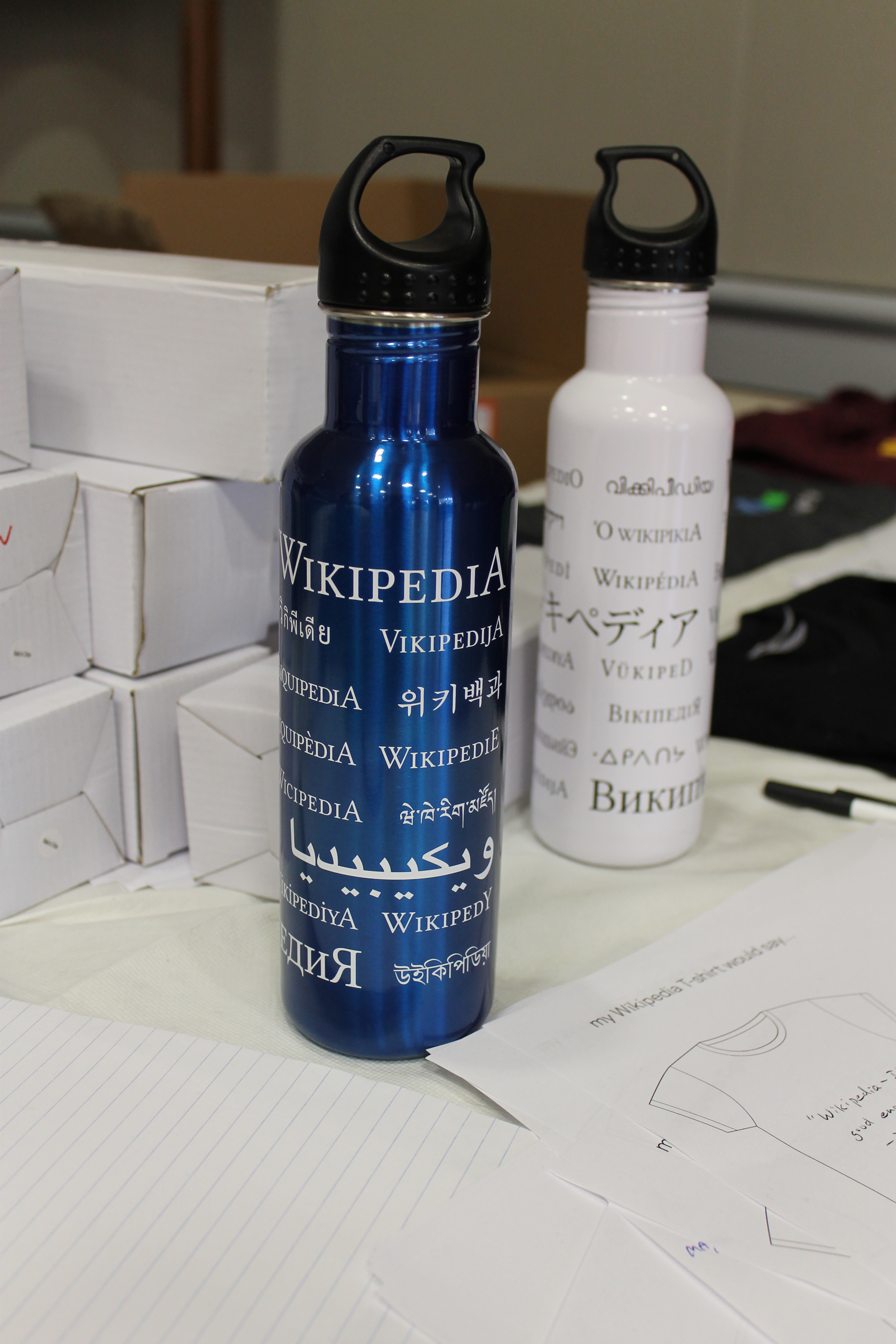
Termos per a líquids